# Hans Wieseneder
Hans Wieseneder (* 24. November 1906 in Wien; † 16. Februar 1993 ebenda) war ein österreichischer Geologe und Petrograph.
Wieseneder wurde 1928 an der Hochschule für Bodenkultur in Wien promoviert (Der Greifensteiner Sandstein und die Lößvorkommen im Gebiete des östlichen Wienerwaldes, ihre Verwitterung und Bodenbildung). Zu seinen Lehrern gehörten dort Alfred Himmelbauer und Leopold Kölbl. Anschließend studierte er Geologie und Petrographie an der Universität Wien mit der Promotion 1931 (Studien über die Metamorphose im Altkristallin des Alpen-Ostrandes). Er war bis 1934 Assistent an der Hochschule für Bodenkultur und ging 1935 an die Universität München (wohin kurz zuvor sein Lehrer Kölbl gewechselt war), wo er sich 1936 habilitierte (Beiträge zur Kenntnis der ostalpinen Eklogite). 1941 wurde er Konservator der Bayerischen Staatssammlung in München. Nach dem Zweiten Weltkrieg arbeitete er als Erdölgeologe in der Industrie. 1955 wurde er Dozent an der Montanistischen Hochschule in Leoben und 1957 wurde er Professor für Mineralogie und Petrographie an der Universität Wien. Er wurde am Hütteldorfer Friedhof bestattet.

## Schriften
- mit Hans Graul: Schotteranalytische Untersuchungen im oberdeutschen Tertiärhügelland, Abhandlungen der Bayerischen Akademie der Wissenschaften, Mathematisch-Naturwissenschaftliche Abteilung, N. F., 46, 1939
- mit Günther Frasl, Heinz G. Scharbert: Crystalline complexes in the southern parts of the Bohemian massif and in the eastern alps, International Geological Congress Prag, Session 23, 1968